# Charles Skepper
Charles Skepper (1905-1944)  fut, pendant la Seconde Guerre mondiale, un agent du Special Operations Executive. Amené en France en juin 1943 pour créer et diriger le réseau MONK dans la région de Marseille, il fut arrêté en mars 1944 et mourut peu de temps après.

## Identités
- État civil : Charles Milne Skepper, antiquaire
- Comme agent du SOE :
  - Nom de guerre (field name) : « Bernard »
  - Nom de code opérationnel : MONK (en français MOINE)
  - Fausse identité : Henri Édouard Truchot

Parcours militaire : SOE, section F, General List, ; grade : captain ; matricule : 270156.
Pour accéder à des photographies de Charles Skepper, se reporter au paragraphe  Sources et liens externes en fin d’article.

## Famille
- Ses parents : Henry E. et Mary, OBE, Skepper, Rueil-Malmaison, Seine-et-Oise, France. Son père y dirigeait l'entreprise Wood-Milne.

## Éléments biographiques
1905. Naissance de Charles Skepper le 26 février, dans le Surrey.
Résidence : Londres EC
1943
Mission en France
Définition de la mission : étudier certains contacts signalés à Londres par captain Sydney Jones « Félix ». Son nom de guerre est « Bernard ».
- Juin. À l'occasion d'un doublé de Westland Lysander organisé dans la nuit du 16/17 par l'agent double Henri Déricourt entre Tangmere et le terrain TEACHER près de Villevêque, l'avion piloté par McCairns dépose Skepper en même temps que Diana Rowden « Paulette », envoyée pour une autre mission. La réception est assurée par Henri Déricourt. Le 19, l’opérateur radio, captain Arthur Steele « Laurent », est envoyé à son tour.
- Août. Dans la nuit du 13 au 14, Éliane Plewman est parachutée en France, dans le Jura et, après un certain temps de séparation, rejoint le réseau à Marseille pour y tenir la fonction de courrier.
- Octobre. Skepper rapporte être en contact avec les FTP.

1944
- Février. Le 21, il organise cinq parachutages de matériel.
- Mars. Le 6, capt. Jack Sinclair « Adalbert » est parachuté. Il vient comme assistant de Skepper, mais il est arrêté par les Allemands à l’atterrissage. Le 25, Skepper est arrêté à Marseille, dans l’appartement de son ami Villevieille, pendant un raid de la Gestapo. Le lendemain, Arthur Steele et Éliane Plewman sont arrêtés à leur tour à Marseille.
- Avril. Vers le 4, il serait décédé des suites des mauvais traitements subis en captivité, à Hambourg ou à Buchenwald[1] (mentionné dans plusieurs rapports).

## Reconnaissance

### Distinction
- Grande-Bretagne : membre de l’Ordre de l'Empire britannique (MBE), military division.
- France : Croix de guerre 1939-1945 avec palme

### Monuments
- En tant que l'un des 104 agents du SOE section F morts pour la France, Charles Skepper est honoré au mémorial de Valençay (Indre).
- Brookwood Memorial, Surrey, panneau 21, colonne 3.
- Une plaque commémorative se trouve sur la façade du 8, rue Mérentié, à Marseille. Elle rend hommage aux trois agents du réseau MONK (Charles Skepper, Éliane Plewman et Arthur Steele) à l’endroit où ils ont été arrêtés par la Gestapo. Cette plaque, due à l’initiative de Robert Lafont, a été dévoilée par le maire de Marseille en 1998.